# Trần Độ
Trần Độ (23 tháng 9 năm 1923 – 9 tháng 8 năm 2002) là nhà quân sự, chính trị gia người Việt Nam, Trung tướng Quân đội nhân dân Việt Nam. Trong Quốc hội Việt Nam ông giữ chức vụ Phó chủ tịch Quốc hội Việt Nam.

## Tiểu sử
Trần Độ tên thật là Tạ Ngọc Phách, sinh trưởng trong một gia đình công chức ở làng Thư Điền phủ Kiến Xương tỉnh Thái Bình (nay là xã Tây Giang huyện Tiền Hải, tỉnh Thái Bình). Bố ông là thư ký ở tòa thông sứ tại Hà Nội, thường gọi là "quan phán".
Năm 1939, ông tham gia làm báo Người Mới cùng với Nguyễn Thường Khanh, tức Trần Mai Ninh ở Hà Nội. Trong cuộc ruồng bố năm đó, ông bị Pháp bắt giữ nhưng không có chứng cứ để buộc tội nên ông lại được thả.
Trần Độ gia nhập Đảng Cộng sản Đông Dương năm 1940. Cuối năm 1941, ông lại bị bắt. Tòa án tại Thái Bình xử án 15 năm tù giam. Cuối năm 1941, từ Hoả Lò (Hà Nội), Trần Độ bị đầy lên Sơn La. Tại đây, ở tù cùng thời gian này có Nguyễn Lương Bằng, Lê Đức Thọ, Xuân Thủy... Năm 1943, trên đường giải từ Sơn La ra Côn Đảo, Trần Độ đã trốn thoát để ra ngoài tiếp tục hoạt động cách mạng. Ông lãnh đạo giành chính quyền ở Đông Anh, Hà Nội rồi bước vào cuộc đời binh nghiệp.

## Công tác chính trị trong quân đội
Năm 1946, ở tuổi 23, ông làm Chính ủy Mặt trận Hà Nội khi Toàn quốc kháng chiến. Năm 1948 ông được phong hàm đại tá. Sau đó ông tham gia làm báo Vệ quốc quân (sau này là báo Quân đội nhân dân) trực thuộc Cục Chính trị, từ số 21 trở đi ông là Chủ nhiệm báo.
Năm 1950, ông làm chính ủy Trung đoàn Sông Lô mà Lê Trọng Tấn làm Trung đoàn trưởng, rồi làm Chính ủy Đại đoàn 312. Năm 32 tuổi (1955), Trần Độ là Chính ủy Quân khu 3 (Quân khu Tả ngạn) và đến năm 1958 được phong hàm Thiếu tướng.
Đầu năm 1965 ông vào miền Nam Việt Nam với bí danh Chín Vinh, cùng với các tướng Nguyễn Chí Thanh, Lê Trọng Tấn, Nguyễn Hòa, Hoàng Cầm để gây dựng lực lượng vũ trang chống chính quyền Việt Nam Cộng hòa và giữ chức Phó Chính ủy và Phó Bí thư Quân ủy Quân Giải phóng miền Nam Việt Nam.
Tháng 3 năm 1974, ông được phong hàm Trung tướng cùng đợt với Lê Đức Anh, Lê Trọng Tấn, Đàm Quang Trung, Đồng Sĩ Nguyên.
Từ năm 1974 đến năm 1976, ông giữ chức vụ Phó Chủ nhiệm Tổng cục Chính trị.

## Công tác tuyên huấn, văn nghệ
Chuyển sang ngạch dân sự, ông giữ chức vụ Thứ trưởng Bộ Văn hóa kiêm Phó Ban Tuyên huấn Trung ương phụ trách văn hóa văn nghệ. Khi Ban Văn hóa văn nghệ Trung ương được thành lập (1981), ông giữ chức Trưởng ban kiêm Thứ trưởng Bộ Văn hóa. Ở chức vụ này ông đã soạn nghị quyết số 5, củng cố tiến trình Cởi Mở văn hóa trong thời kỳ Đổi Mới.
Ông còn làm Phó Chủ tịch Quốc hội khóa VII, Chủ nhiệm Ủy ban văn hóa và giáo dục của Quốc hội, ủy viên Hội đồng Nhà nước (1989-1992).
Ông cũng là ủy viên Trung ương Đảng Cộng sản Việt Nam các khóa III (dự khuyết từ năm 1960 đến năm 1972), IV, V, VI (1960-1991).
Ông đã được tặng thưởng Huân chương Hồ Chí Minh, Huân chương Quân công (hạng nhất và hạng ba), Huân chương Chiến thắng hạng Nhất, Huân chương Kháng chiến hạng Nhất, Huân chương Chiến sĩ vẻ vang (hạng Nhất, Nhì, Ba) và nhiều huân, huy chương khác của Đảng, nhà nước Việt Nam cùng các nước Xã hội Chủ nghĩa khác.
Thời kỳ này, ông bắt đầu tỏ ra bất đồng với một số lãnh đạo cao cấp khác của Đảng Cộng sản Việt Nam. Ông có những bài viết đòi đa nguyên đa đảng, áp dụng mô hình chính trị phương Tây, loại bỏ vai trò lãnh đạo của Đảng Cộng sản Việt Nam. Các bài viết này bị đánh giá là vi phạm nghiêm trọng điều lệ Đảng viên, ông bị khai trừ khỏi Đảng ngày 4 tháng 1 năm 1999 khi đã 59 năm tuổi đảng.
Ông mất ngày 9 tháng 8 năm 2002 sau một thời gian dài lâm bệnh nặng, tuổi cao, sức yếu.

### Đám tang
Cái chết của ông 4 ngày sau mới được chính quyền Việt Nam chính thức đưa tin. Đám tang ông tuy vậy có sự tham dự đông đảo mọi tầng lớp quần chúng và trí thức, văn nghệ sĩ. Có đại diện của 130 hội đoàn, cơ quan, cựu chiến binh và cư dân sinh quán Thái Bình. Đại tướng Võ Nguyên Giáp gửi vòng hoa đến viếng nhưng người đưa vòng hoa đại tá Huyên phải quyết liệt đấu tranh, mới được giữ hai chữ "thương tiếc", phải bỏ hai chữ "vô cùng" trên vòng hoa tang . Cả gia đình Đại tướng Lê Trọng Tấn cũng có mặt đông đủ.
Trong đôi câu đối tặng Trần Độ, Hà Sĩ Phu viết:
Văn võ tung hoành, trung tướng phong trần, thế sự song kiên, song trọng đảm
Bắc Nam xuất nhập, đại quân tế độ, hùng binh nhất trượng, nhất đan tâm.
Về phía chính quyền đại diện cao nhất là Phó chủ tịch Quốc hội. Trưởng ban tổ chức là Vũ Mão, đứng đầu ủy ban đối ngoại của Quốc hội, đã đọc điếu văn có một số đoạn mang nội dung chỉ trích lầm lỗi của ông, những đoạn này bị trưởng nam ông Độ phản đối.

## Quan điểm chính trị của Trần Độ
Ở cương vị thay mặt Đảng lãnh đạo văn nghệ, ông có ý thức "cởi trói" cho văn nghệ. Ông nhận thức rằng: "Văn hóa mà không có tự do là văn hóa chết. Văn hóa mà chỉ còn có văn hóa tuyên truyền cũng là văn hóa chết. Càng tăng cường lãnh đạo bao nhiêu, càng bóp chết văn hóa bấy nhiêu, càng hiếm có những giá trị văn hóa và những nhà văn hóa cao đẹp.".
- Không có khả năng và phương pháp để phát hiện tài năng
- Không có khả năng và không biết sử dụng tài năng, vì nó cho rằng tài năng thường có hại, tài năng không chịu ngoan ngoãn phục tùng
- Nó lại càng không có khả năng phân biệt tài năng thật và tài năng giả, trí thức thật và trí thức giả. Nó chỉ thích nghe những điều xuôi chiều và xu nịnh, Nó không thể chịu được những cái độc đáo và không dung tha sự độc lập".

Về vấn đề Đảng lãnh đạo, Trần Độ phát biểu: "Tôi vẫn tán thành và ủng hộ vai trò lãnh đạo chính trị của Đảng. Nhưng lãnh đạo không có nghĩa là thống trị. Đảng lãnh đạo không có nghĩa là đảng trị. Kinh nghiệm lịch sử trong nước và thế giới đã chứng minh rằng mọi sự độc quyền, độc tôn đều đưa tới thoái hoá, ruỗng nát, tắc tỵ không những của cơ thể xã hội mà cả cơ thể Đảng nữa".
Theo Trần Độ "nguyên nhân sâu xa của các hiện tượng tiêu cực trong Đảng và phần nào trong xã hội là ở cơ chế lãnh đạo toàn diện tuyệt đối của Đảng". Ông tuyên bố: "Đảng Cộng sản phải tự mình từ bỏ chế độ độc đảng, toàn trị, khôi phục vai trò, vị trí vốn có của Quốc hội, Chính phủ. Phải thực hiện đúng Hiến pháp, tức là sửa chữa các đạo luật chưa đúng tinh thần Hiến pháp. Đó là phải có những đạo luật ban bố quyền tự do lập hội, lập đảng, tự do ngôn luận, luật báo chí, xuất bản. Sửa chữa các luật bầu cử ứng cử tự do, từ bỏ quyền quyết định của cơ quan tổ chức Đảng, trừ bỏ "hiệp thương" mà thực chất là gò ép".
Trần Độ có 4 câu thơ giãi bày tâm sự bất mãn của mình (và được một số tài liệu đăng lại khác nhau):
| Bản 1 Những mơ xoá ác ở trên đời Ta phó thân ta với đất trời Ác xóa đi, thay bằng cực thiện Tháng ngày biến hoá, ác luân hồi. | Bản 2 Những mơ xoá ác ở trên đời Ta phó thân ta với đất trời Ngỡ ác xóa rồi thay cực thiện Ai hay, biến đổi, ác luân hồi. |

Chính vì các quan điểm trên mà ông bị khai trừ khỏi đảng Cộng sản Việt Nam.

## Ấn phẩm viết về cuộc đời ông sau khi ông mất
Tháng 10 năm 2007, Nhà xuất bản Quân đội nhân dân phát hành cuốn Chuyện tướng Độ. Cuốn sách dày 318 trang đã vẽ lại chân dung của Trần Độ, là một vị tướng nổi tiếng tài ba đồng thời là nhà văn đã gắn chặt đời mình vào cây súng và cây bút đi cùng dân tộc suốt hai cuộc kháng chiến vĩ đại. Giúp bạn đọc tìm hiểu về một Trần Độ có nhiều công trạng, có cá tính, thuộc dạng lão thành của cách mạng Việt Nam: 16 tuổi đã đi hoạt động; 17 tuổi bị địch bắt, bị giam cầm qua nhiều nhà tù...rồi trốn thoát tiếp tục hoạt động.
Có đoạn đại ý: sau 1974 ông được đi công tác nước ngoài (Cộng hòa Dân chủ Đức), ông đã nhận ra rất nhiều điều chưa ổn và không ổn trong nguyên lý cũng như thực tiễn xây dựng chủ nghĩa xã hội, ông nghiên cứu và viết một bức "Thư tâm huyết", dài 14 trang, trình bày tất cả những gì ông thấy, ông nghĩ, ông muốn về xây dựng chủ nghĩa xã hội, gửi tới lãnh đạo đảng Cộng sản. Ông viết vào kiến nghị phát hiện của ông về sự nhầm lẫn khái niệm trong lý luận của Stalin và dự báo những hậu quả của nó, ông hiến những giải pháp, ông không hề né tránh cả những điều mà ngày ấy nói ra rất khó nghe.
Giải pháp đáng chú ý nhất là ông đề nghị mời những nước có nền kinh tế phát triển vào trong nước hợp tác đầu tư, không kể đó là nước xã hội chủ nghĩa hay tư bản chủ nghĩa.
Nhà văn Võ Bá Cường đã công bố nguyên vẹn bức thư ấy ở phần cuối cuốn sách. Bây giờ Trần Độ đã mất, cuốn sách này chỉ viết về những công trạng của ông chứ không nói về những chính kiến bất đồng mà ông phát biểu khi về già, dù rằng cuốn sách có nhắc đến việc ông là người bị khai trừ ra khỏi Đảng Cộng sản..